# Gli ultimi giorni dei nostri padri
Gli ultimi giorni dei nostri padri (Les Derniers Jours de nos pères) è il romanzo d'esordio dello scrittore svizzero Joël Dicker pubblicato nel 2010.

## Trama
Seconda guerra mondiale. All'indomani della vittoria nazista a Dunkerque, il primo ministro britannico Winston Churchill decide di costruire all'interno dei servizi segreti una sezione speciale denominata SOE, con l'obiettivo di formare un gruppo di agenti per compiere azioni di sabotaggio lungo le linee nemiche. Il SOE recluta giovani brillanti e al di sopra di ogni sospetto, da sottoporre a un duro addestramento militare prima di spedirli nella Francia invasa dai tedeschi.
Il giovane Paul-Émile, soprannominato Pal, viene selezionato per un addestramento in alcune località segrete della Gran Bretagna. Nessuno degli agenti può avere contatti con il mondo esterno e chi non dovesse superare la selezione verrà rinchiuso in prigione fino al termine della guerra, così da mantenere il riserbo sulla missione. Pal entra a far parte della Sezione F del SOE insieme ad altri connazionali: Stanislas, Gros, Key, Faron, Claude e Laura, unica donna del gruppo che presto diventerà la sua fidanzata. I ragazzi riescono a superare il duro addestramento, preparandosi poi a partire in missione e a ritrovarsi in un appartamento condiviso a Londra durante gli anni della guerra. Pal e gli altri dovranno fare i conti con la dura realtà della guerra, consapevoli che cesseranno di essere uomini.

## Edizioni italiane
- Joël Dicker, Gli ultimi giorni dei nostri padri, traduzione di Vincenzo Vega, Collana Narratori stranieri, Milano, Bompiani, 2015,  pp. 462, cap. 66, ISBN 978-88-452-7642-2. - Collana Tascabili narrativa, Bompiani, 2017, ISBN 978-88-452-9403-7.